# Enquête fiscale judiciaire
 (décembre 2024).
Si vous disposez d'ouvrages ou d'articles de référence ou si vous connaissez des sites web de qualité traitant du thème abordé ici, merci de compléter l'article en donnant les références utiles à sa vérifiabilité et en les liant à la section « Notes et références ».
L'Enquête fiscale judiciaire est, en droit français, une enquête diligentée par l'administration fiscale sous l'autorité du juge judiciaire.
La crise financière de 2008 (crise des subprimes) et une mobilisation internationale sans précédent pour lutter contre les paradis fiscaux ont donné l’occasion en France d’instaurer une police fiscale à compétence judiciaire et dotée de moyens d’investigations. La troisième loi de finances rectificative pour 2009 a mis en place un dispositif conférant des pouvoirs de police à des agents de l’administration fiscale. De nombreux pays ont octroyé à leur administration fiscale une compétence de police Judiciaire dont la mise en œuvre varie en fonction de l’organisation du système pénal et fiscal. La Police Fiscale peut prendre la forme soit d’une administration autonome aux moyens puissants et aux missions variées comme en Italie avec la « Guardia di Finanza », soit de services dédiés au sein de l’administration fiscale comme aux Etats-Unis  avec « IRS-CI ».
Depuis 2019, le mode organisationnel choisi par la France est une police fiscale constituée de 2 entités : une brigade au sein de la police judiciaire (rattachée au ministère de l'intérieur) et une unité au sein de la douane judiciaire (rattachée au ministère de l'économie et des finances).

## L'officier fiscal judiciaire (OFJ)
Le statut d’OFJ peut être accordé aux fonctionnaires de catégorie B et A appartenant à la DGFiP et ayant le grade de contrôleur 2 ème classe, de contrôleur 1 ère classe, de contrôleur principal, d'inspecteur, d'inspecteur divisionnaire ou d'inspecteur principal, pour une durée de trois années, éventuellement renouvelable pour une durée supplémentaire de 3 ans. Les OFJ peuvent être affectés au ministère de l'intérieur ou au ministère des finances.
Les candidats doivent avoir une expérience minimale de trois années dans le domaine du contrôle fiscal, au sein d'une direction comme la Direction Nationale des Enquêtes Fiscales (DNEF), la Direction Nationale de Vérification de Situations Fiscales (DNVSF) ou la Direction des Vérifications Nationales et Internationales (DVNI). Ils doivent être titulaires du permis de conduire de catégorie B, avoir une acuité visuelle de 15/10 à chaque œil, après éventuelle correction, et être titulaires d'un diplôme universitaire (licence ou autre diplôme équivalent au niveau bac +3) dans une discipline économique, financière ou juridique. Ils doivent réussir un examen technique constitué de deux épreuves écrites, d'une épreuve orale et d'une épreuve d’aptitude à l’arme.
Ils sont spécialement désignés par arrêté du ministre de la Justice et celui de l’Économie et des Finances, pris après avis conforme d'une commission dont la composition et le fonctionnement sont déterminés par décret en Conseil d’État. S'agissant d'un service à compétence nationale, l'habilitation des OFJ relève de la compétence du procureur général près la cour d'appel de Paris. Une fois habilités par ledit procureur général, les OFJ procèdent eux-mêmes aux investigations utiles. Les OFJ sont des personnes dépositaires de l’autorité publique (PDAP) car ils ont un pouvoir de contrainte sur les individus ou sur les choses dans l’exercice des fonctions dont ils sont investis par délégation de la puissance publique. En cas de non-renouvellement de l'habilitation, l'OFJ perd ses prérogatives et retourne dans les services de la DGFiP.
Le statut des OFJ les distingue, à cet égard, des fonctionnaires des Finances Publiques affectés à la Brigade Nationale d’Enquêtes Économiques (BNEE) ou à un Groupe Interministériel de Recherche (GIR), également rattachés au ministère de l'intérieur, mais qui ont pour seule mission d'appliquer le droit fiscal et d’assister la Police Judiciaire dans ses enquêtes, en mettant au service de cette dernière leurs compétences professionnelles en matière de comptabilité privée et de droit fiscal.

## La brigade nationale de répression de la délinquance fiscale
La Brigade Nationale de Répression de la Délinquance Fiscale est un service d'enquêtes à compétence nationale créé par décret le 4 novembre 2010 et rattaché à la police judiciaire du Ministère de l'Intérieur. Elle est constituée de d'Officiers de Police Judiciaire (OPJ) et de fonctionnaires des Finances Publiques, ces derniers étant appelés Officiers Fiscaux Judiciaires (OFJ) lorsqu'ils sont affectés à cette brigade. La Brigade Nationale de la Répression de la Délinquance Fiscale (BNRDF) est dirigée par un commissaire de police, assisté par un administrateur des finances publiques (AFiP). Les agents de cette brigade ont bénéficié de formations croisées :
- les officiers de police judiciaire (OPJ) ont suivi une formation en droit fiscal,

- les OFJ ont suivi une formation en droit pénal, un apprentissage au maniement des armes de la catégorie B et un entrainement au tir.

Cette brigade, comme tout service Police, peut agir là où cela est nécessaire, sous la houlette d'un magistrat (procureur de la République ou juge d'instruction) en travaillant directement avec les services de Police étrangers. Elle procède aux enquêtes qui lui seront confiées par l'autorité judiciaire, dans le cadre des procédures judiciaires d'enquête préliminaire ou d'information judiciaire ouvertes du chef de fraude fiscale. L'article 28-2 du code de procédure pénale donne, aux agents de cette brigade, compétence pour rechercher et constater, sur l'ensemble du territoire national, les infractions prévues par les articles 1741 et 1743 du code général des impôts lorsqu'elles résultent d'une des conditions prévues à l'article L. 228 du livre des procédures fiscales. Dans l'exercice de leur fonction, les OFJ disposent des mêmes pouvoirs de police que les OPJ. Ils sont habilités à effectuer des enquêtes judiciaires sur réquisition du procureur de la République ou sur commission rogatoire du juge d'instruction.
Les OFJ n'appliquent que le droit pénal et ne peuvent en aucun cas participer à des procédures administratives ni à des contrôles fiscaux. Ils sont en effet placés exclusivement sous la direction du procureur de la République et sous le contrôle de la chambre de l'instruction, et ne peuvent exercer d'autres attributions ou accomplir d'autres actes que ceux prévus par le code de procédure pénale dans le cadre des enquêtes judiciaires dont ils sont saisis par l'autorité judiciaire.  
Selon le Décret no 2010-1318 (JO 5 nov. 2010, p.19784) du 4 novembre 2010, la brigade nationale de répression de la délinquance fiscale est compétente pour rechercher et constater les infractions suivantes :
- avoir soustrait frauduleusement ou tenté de soustraire frauduleusement à l’établissement ou au paiement total ou partiel des impôts,
- avoir omis volontairement de faire sa déclaration dans les délais prescrits,
- avoir volontairement dissimulé une part des sommes sujettes à l’impôt,
- avoir organisé son insolvabilité,

et est chargée des missions suivantes :
- animer et coordonner, à l’échelon national et sur le plan opérationnel, les investigations de police judiciaire et les recherches entrant dans son domaine de compétence,
- effectuer ou poursuivre à l’étranger les recherches liées aux infractions entrant dans son domaine de compétence,
- centraliser les informations relatives à cette forme de délinquance en favorisant leur meilleure circulation,
- fournir une assistance documentaire et analytique, à leur demande, aux services de la police nationale et de la gendarmerie nationale.

## L'unité fiscale judiciaire
En 2019, d’autres fonctionnaires de la Direction Générale des Finances Publiques (DGFiP) ont obtenu, après avoir suivi une formation à l’École Nationale des Douanes, le statut d’OFJ et le pouvoir d’effectuer des enquêtes judiciaires. Ils ont le même profil et ont été recrutés selon les mêmes modalités que les OFJ de la BNRDF. Le 01/07/2019, ils ont rejoint les rangs de la Douane Judiciaire. Ils sont regroupés au sein de l'Unité Fiscale Judiciaire.